# Pheidole gatesi
Pheidole gatesi är en myrart som först beskrevs av Wheeler 1927.  Pheidole gatesi ingår i släktet Pheidole och familjen myror. Inga underarter finns listade i Catalogue of Life.